# 博羅江卡
博羅江卡（羅馬化：Borodianka，發音：[boroˈdʲɑnkɐ]）是烏克蘭中北部基輔州布恰区博罗江卡市镇内的鎮，也是該市鎮的行政中心。博羅江卡地處茲德尼日河畔，面積6.5平方公里，1190年建立時名為科贾季奇（羅馬化：Koziatychi），2021年推估人口13,044，平均密度每平方公里2,007人。

## 歷史
2022年俄罗斯入侵乌克兰期间，博羅江卡一度遭到俄罗斯猛烈炮击。一些公寓楼和其他民用基础设施被摧毁。俄罗斯军队炸毁了桥梁并封锁了该地区。俄罗斯士兵還洗劫了當地的商店和住宅。後來俄羅斯從當地撤軍，此時博羅江卡的居民区已經变成了废墟，有平民被困在废墟中。在俄羅斯佔領期間，部分群眾被绑架、审讯并被带到白俄罗斯。烏克蘭方面初步估计當地的死亡人数为200至400人。當地的宵禁一直持续到4月7日。